# Difenacoum

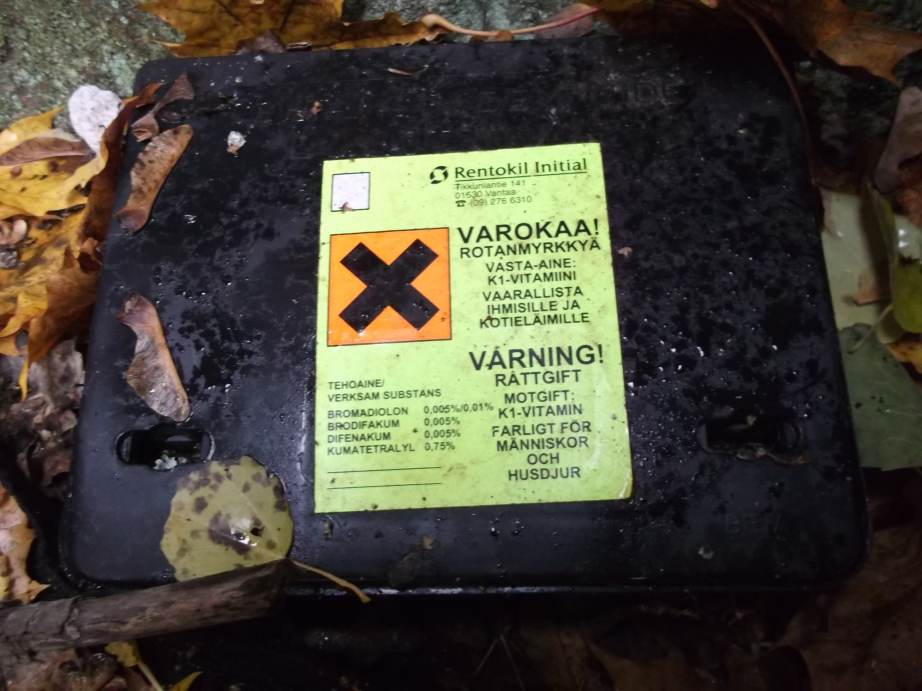
Capsa professional que conté difenacoum et al.

Difenacoum és un rodenticida anticoagulant del tipus antagonista de la vitamina K. Va ser introduït l'any 1976.

## Formulació
El difenacoum es comercialitza com pel·lets verd-blavosos.

## Usos
És un producte efectiu contra les rates i els ratolins que hagin esdevingut resistents a altres anticoagulants.

## Seguretat i toxicitat
Pel motiu que altres espècies de mamífers i d'ocells poden depredar a rosegadors afectats per aquest anticoagulant o directament ingereixin aquest producte, hi ha un risc d'exposició primària, secundària o terciària.
El difenacoum s'ha mostrat com altament tòxic per a algunes espècies de peixos d'aigua dolça i algues verdes pel fet que el difenacoum éslleument soluble en solucions aquoses.